# Binarni eksplozivi
Binarni eksploziv ili dvokomponentni eksploziv je eksploziv koji se sastoji od dve komponente, od kojih nijedna sama po sebi nije eksplozivna, a koje moraju biti pomešane da bi postale eksplozivne. Primeri uobičajenih binarnih eksploziva uključuju Oksilikvit (tečni kiseonik/zapaljivi prah), ANFO (amonijum-nitrat/gorivo ulje), Kinestik (amonijum-nitrat/nitrometan), Tanerit i amonal (amonijum-nitrat/aluminijum), i FIXOR (nitroetan/fizički senzibilizator).
Binarni eksplozivi se često koriste u komercijalnim primenama zbog veće sigurnosti prilikom rukovanja. 

## Sastav
Binarni eksplozivi se sastoje od dve komponente: čvrste ili praškaste komponente, koja je uglavnom amonijum-nitrat, i tečnosti, koja je obično nitrometan. Tek kada se ove dve komponente pomešaju, slične ANNM eksplozivima, postaju osetljive na inicijalne kapisle i mogu detonirati. Uobičajeno je da je smeša eksplozivna samo ograničeno vreme (nekoliko sati) i mora se uništiti nakon isteka tog vremena.

## Svojstva
Binarni eksplozivi po svojoj brizantnosti (razorni moći) leže između brizantnijih vojnih eksploziva i manje brizantnih praškastih eksploziva.

## Primena
Binarni eksplozivi se koriste za sledeće namene:
- Rušenje građevina i delova građevina
- Za čišćenje neeksplodiranih ubojnih sredstava, municije i mina (razminiranje – Explosive Ordnance Disposal, EOD)
- Razbijanje stena
- Za „knäppersprengen“ (eksplozije niskog intenziteta za precizno rušenje)
- Za eksplozije u kultivaciji, npr. uklanjanje drveća i drvne mase, ili iskopavanja

Jedna od prednosti je jednostavno skladištenje i mogućnost transporta pojedinačnih komponenti. Pošto same komponente nisu eksploziv, ne potpadaju pod Zakon o eksplozivima i stoga se tretiraju kao hemikalije. Budući da su količine pojedinačnih komponenti tačno usklađene, nije moguće prepoloviti predviđene količine punjenja.

## Trgovački nazivi
Binarni eksplozivi se prodaju pod sledećim nazivima:
- Kinepak od SEC-a
- Fixor i EZCore od MREL-a [2]
- Tannerite® od Tannerite-Sports-a

## Zakonodavstvo Sjedinjenih Američkih Država
U Sjedinjenim Američkim Državama, u državama gde stroža pravila nisu na snazi (vidi dole), ATF (Biro za alkohol, duvan, vatreno oružje i eksplozive) propisi dozvoljavaju legalnu kupovinu komponenti nekih binarnih eksploziva, kada nijedna od njih sama po sebi nije eksploziv.  ATF savetuje: „Lica koja proizvode eksplozive isključivo za ličnu, nekomercijalnu upotrebu (npr. lična vežba gađanja) nisu u obavezi da poseduju federalnu dozvolu ili licencu za eksplozive.“ Osobi koja je zabranjena prema federalnom zakonu da kupuje ili poseduje vatreno oružje, takođe je zabranjeno da legalno poseduje pomešane eksplozive. Eksplozivi namenjeni zakonitom vežbanju gađanja moraju biti upotrebljeni odmah nakon mešanja: svako transportovanje, skladištenje ili komercijalna upotreba pomešanih eksploziva podleže saveznim zakonima o eksplozivima,  i ne može se transportovati u pomešanom obliku bez poštovanja strogih propisa koji uključuju osiguranje, pakovanje, obeležavanje transportnih vozila, skladištenje u magazinima, itd.
Razni propisi takođe regulišu skladištenje nepomešanih eksploziva. Iako su oksidanti i zapaljivi materijali, nepomešane komponente i dalje podležu određenim ograničenjima pri transportu u Sjedinjenim Američkim Državama.  
Zakon u saveznoj državi Merilend, koji je konkretno namenjen zabrani prodaje ili posedovanja potrošačkih proizvoda koji sadrže komponente binarnih eksploziva (kao što su Tanerit mete za puške), stupio je na snagu 1. oktobra 2012. godine, i proširio definiciju eksploziva kako bi obuhvatio, pored "bombi i destruktivnih uređaja dizajniranih da funkcionišu hemijskim, mehaničkim ili eksplozivnim dejstvom", "dve ili više komponenti koje se reklamiraju i prodaju zajedno sa uputstvima kako ih kombinovati da bi se napravio eksploziv." 
Dana 5. avgusta 2013. godine, američka Šumska služba (USFS) i kancelarija američkog tužioca u Denveru objavili su da USFS sprovodi nalog o zabrani upotrebe neovlašćenih eksploziva, posebno eksplozivnih meta, na svim zemljištima u vlasništvu USFS-a u regionu Stenovitih planina. Ovaj region obuhvata nacionalne šume i travnjake u državama Kolorado, Vajoming, Kanzas, Nebraska i Južna Dakota. Prema USFS-u, najmanje 16 šumskih požara na zapadu Sjedinjenih Država bilo je povezano sa eksplozivnim metama. Gašenje tih požara koštalo je više od 33 miliona dolara.  Slična zabrana je već sprovedena od strane USFS-a u državama Vašington, Oregon i Montana. Zavod za upravljanje zemljištem (BLM) zabranio je upotrebu svih eksplozivnih meta na BLM zemljištu u Juti. 
U saveznoj državi Njujork, zakon iz 2020. godine uključio je binarne eksplozive, uključujući Tanerit, u definiciju "eksploziva" za koje je potrebna dozvola za kupovinu, posedovanje, transport ili upotrebu unutar države. 

## Spoljašnje veze
- Types of Explosives (Archived page)
- FIXOR, a commercial binary explosive sold for mine clearance
- Binary/Two Component Explosives, from a presentation by the N. C. Dept. of Transportation